# Хомутовка (Первоуральський міський округ)
Хомуто́вка (рос. Хомутовка) — присілок у складі Первоуральського міського округу Свердловської області.
Населення — 10 осіб (2010, 13 у 2002).
Національний склад станом на 2002 рік: росіяни — 77 %.